# 수습기간
수습기간(probation 또는 probationary period)은 직장에서 회사, 사업체 또는 조직의 신입 직원과 연수생에게 부여되는 지위이다. 이 지위를 통해 감독자, 교육 담당자 또는 관리자는 새로 고용된 직원의 진행 상황과 기술을 평가하고, 적절한 업무를 결정하고, 정직성, 신뢰성, 동료, 감독자 또는 대중과의 상호 작용과 같은 직원의 다른 측면을 모니터링할 수 있다.
수습기간은 종종 회사와 사업체에서 이루어지지만, 교회, 협회, 클럽 또는 교단과 같은 다른 조직에서도 유사한 프로그램이 수행되며, 이러한 조직에서는 구성원이 본격적인 구성원이 되기 전에 경험을 쌓아야 한다. 유사한 관행은 응급 서비스에서 현장 훈련 프로그램(수습기간이라고도 함)과 같은 프로그램을 사용하여 볼 수 있다.
수습기간은 조직에 따라 크게 다르지만 30일에서 수년까지 지속될 수 있다. 수년의 경우 시간이 지남에 따라 시험 수준이 변경될 수 있다. 직원이 수습기간 동안 유망성을 보이고 좋은 성과를 보이면 일반적으로 시험 상태에서 제외되고, 조직에서 정의한 다른 특권 외에도 인상이나 승진을 받을 수도 있다. 시험은 일반적으로 조직의 직원 핸드북에 정의되어 있으며, 일반적으로 근로자가 처음 직장을 시작할 때 제공된다.
수습기간은 고용주가 직무를 잘 수행하지 못하거나 특정 직위나 어떤 직위에도 적합하지 않다고 간주되는 직원을 해고할 수 있도록 한다. 이것이 고용주가 수습기간이 끝나기 전에 경고 없이 계약을 종료하여 직원을 학대할 수 있는지 여부는 논쟁의 여지가 있다. 일부 조직에서는 신입 직원의 해고로 인해 발생하는 문제를 피하기 위해 수습기간을 완전히 포기하고 대신 다양한 조건 하에 후보자에 대한 여러 차례 면접을 실시한 후 고용을 결정했다.
영국에서 고용주는 수습기간 동안 직원을 해고하는 데 대한 보상을 지불하거나 법적 이유를 제공할 필요가 없다.

## 같이 보기
- 인턴제